# Psechrus himalayanus
Psechrus himalayanus är en spindelart som beskrevs av Simon 1906. Psechrus himalayanus ingår i släktet Psechrus och familjen Psechridae. Inga underarter finns listade i Catalogue of Life.